# Youssef Idriss
Œuvres principales
- Les Nuits les moins chères (1954)
- Le Tabou (1959)
- Les Farfours (1964)
- Maison de chair (1971)

Youssef Idriss (arabe : يوسف إدريس) est un homme de lettres, nouvelliste et dramaturge égyptien né le 19 mai 1927 dans le village de Biroum (Égypte) et mort le 1er août 1991 à Londres. 

## Biographie
Youssef Idriss naît en Égypte le 19 mai 1927 dans le village de Biroum, proche de la ville de Faqous dans le gouvernorat d'Ach-Charqiya. Il quitte la campagne pour la ville à l'adolescence et s'installe au Caire. 
Il entame des études de médecine au Caire tout en participant activement aux mouvements étudiants d'opposition à l'occupant britannique. C'est à cette époque qu'il écrit ses premières nouvelles, qui s'inscrivent dans le courant du réalisme socialiste, aux côtés de Nu'man 'Âchûr et Lufti al-Khuli.

## Œuvre
Youssef Idriss est surtout connu pour ses nouvelles, mais il s'est également illustré comme dramaturge et théoricien du théâtre, notamment en participant au débat autour de la définition d'un théâtre authentiquement arabe. Il publie ainsi au début des années 1960 dans la revue Al-Katib une série d'articles invitant les auteurs à chercher des formes théâtrales originales en s'inspirant du folklore et du patrimoine classique arabe, par exemple des maqâmât.
Ses pièces : 
- Jamharat Farahât (La république de Farahât) (1954)
- Al-Lahza al-hârija (Le moment critique) (1957)
- Al-Farâfîr (Les Farfours) (1964)
- Al-Mukhattatîn (Les Rayés ou Les Programmés) (1969)